# Maurice Merle
Maurice Merle (* 27. April 1945 in Le Puy; † 2. April 2003 in Lyon) war ein französischer Jazzsaxophonist und Komponist der Imaginären Folklore.
Merle wurde nach dem Abschluss auf einer Handelsschule Jazzmusiker. 1968 gründete er gemeinsam mit Jean Méreu, Jean Bolcato und Pierre Guyon den zunächst fast ausschließlich in der südfranzösischen Provinz agierenden Free Jazz Workshop. Gemeinsam mit Christian Rollet gründete er La Carrérarie ein Musiktheater für Kinder. Seit 1972 hat er dafür, z. T. mit Steve Waring und Alain Gibert, zahlreiche Stücke geschaffen (von Opéra Jubjub bis Prismo). 1977 gehörte er zu den Gründern der Association à la Recherche d’un Folklore Imaginaire und hat in den meisten wichtigen Gruppen des Lyoner Musikerkollektivs gespielt. Mit den Jazzbands Workshop de Lyon und Marmite Infernale war er in Südamerika, Europa, Nord- und Ostafrika sowie dem mittleren Osten auf Tournee.
Für drei Jahre war er der Präsident des CNAJMI, in dem die französischen Organisationen der Jazz- und Improvisationsmusiker zusammengeschlossen sind. 164 Kompositionen und Arrangements von ihm sind bei der französischen Verwertungsgesellschaft SACEM registriert. Auf dem Remix-Album Chant bien fatal haben Guy Villerd und Xavier Garcia 2011 mit anderen Musikern der Association à la Recherche d’un Folklore Imaginaire wichtige Kompositionen von ihm neu interpretiert.